# Фаєтт (Нью-Йорк)
Фаєтт (англ. Fayette) — місто (англ. town) в США, в окрузі Сенека штату Нью-Йорк. Населення — 3657 осіб (2020).

## Демографія
Згідно з переписом 2010 року, у місті мешкало 3929 осіб у 1535 домогосподарствах у складі 1114 родин. Було 1884 помешкання
Расовий склад населення:
| - 97,7 % — білих - 0,6 % — чорних або афроамериканців - 0,4 % — азіатів - 0,1 % — корінних американців |

До двох чи більше рас належало 0,8 %. Частка іспаномовних становила 1,6 % від усіх жителів.
За віковим діапазоном населення розподілялося таким чином: 23,3 % — особи молодші 18 років, 59,7 % — особи у віці 18—64 років, 17,0 % — особи у віці 65 років та старші. Медіана віку мешканця становила 43,8 року. На 100 осіб жіночої статі у місті припадало 97,2 чоловіків;  на 100 жінок у віці від 18 років та старших — 97,6 чоловіків також старших 18 років.
Середній дохід на одне домашнє господарство  становив 76 283 долари США (медіана — 63 137), а середній дохід на одну сім'ю — 87 140 доларів (медіана — 70 602). Медіана доходів становила 56 583 долари для чоловіків та 29 784 долари для жінок. За межею бідності перебувало 11,1 % осіб, у тому числі 12,1 % дітей у віці до 18 років та 9,6 % осіб у віці 65 років та старших.
Цивільне працевлаштоване населення становило 1915 осіб. Основні галузі зайнятості: освіта, охорона здоров'я та соціальна допомога — 26,6 %, виробництво — 15,2 %, транспорт — 8,1 %, сільське господарство, лісництво, риболовля — 6,8 %.